# Blaine (hrabstwo Aroostook)
Blaine – jednostka osadnicza w Stanach Zjednoczonych, w stanie Maine, w hrabstwie Aroostook.